# United States Census 2010

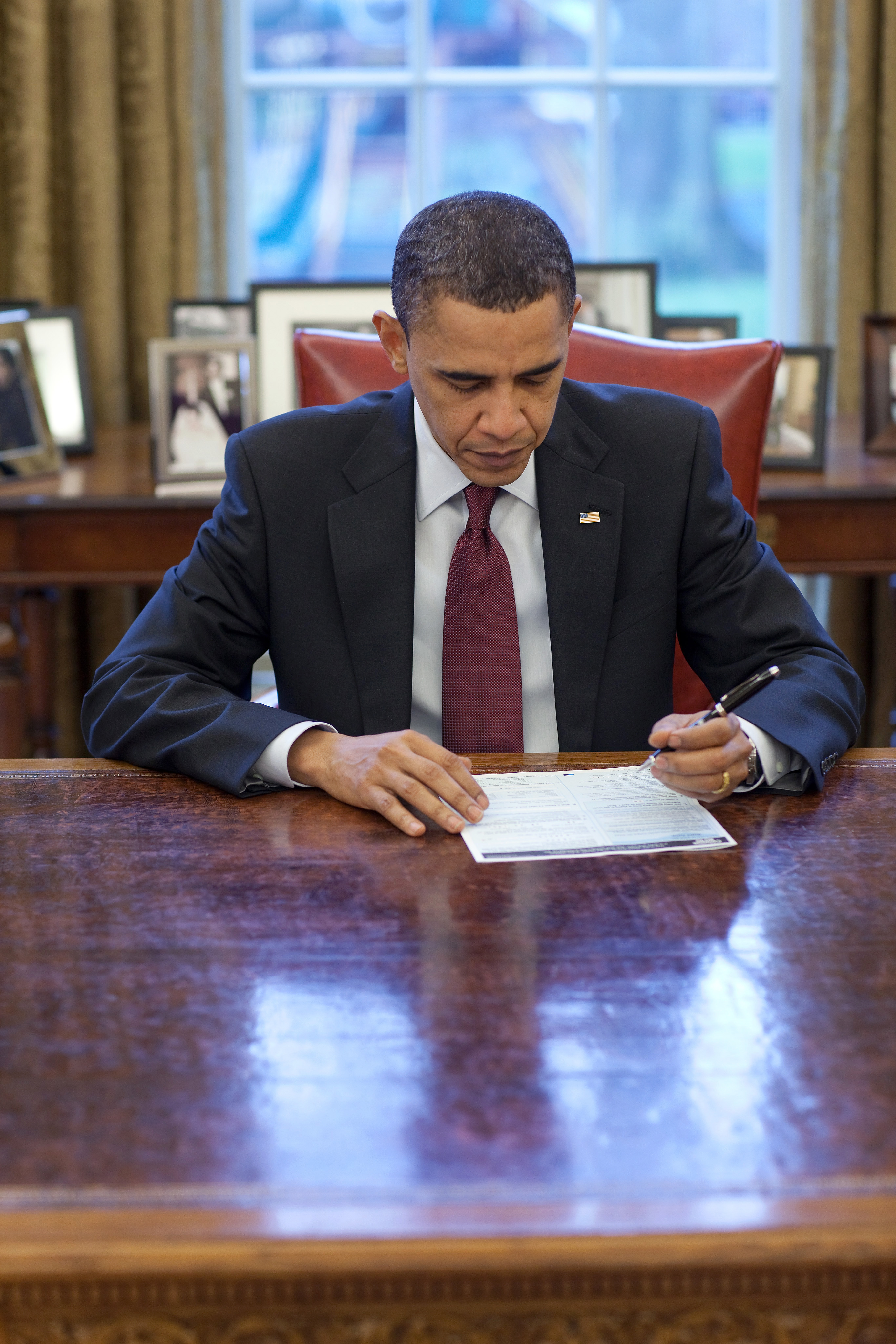
Barack Obama beim Ausfüllen seines Census-Formblattes im Oval Office

Der 23. United States Census war eine Volkszählung, die im April 2010 stattfand. Sie wurde vom United States Census Bureau durchgeführt, einer Behörde, die dem Handelsministerium untersteht. Gemäß US-Verfassung muss die Volkszählung alle 10 Jahre stattfinden, die vorherige war der United States Census 2000.

## Unterschiede zu früheren Census
In der Vergangenheit mussten alle Haushalte das sogenannte short form und etwa jeder sechste Haushalt zusätzlich das long form ausfüllen. Das short form enthielt in der Regel nur einige wenige Fragen zur Person, das long form ausführliche Fragen unter anderem zu Haushaltsgröße, Wohnverhältnissen, Bildungsstand, Beschäftigung und Automobilbesitz. Der Census 2010 bestand nur noch aus einem Fragebogen, das long form wurde durch das seit 2005 jährlich stattfindende American Community Survey ersetzt.
Der Census 2010 enthielt zehn Fragen:
1. Wie viele Personen leben zum 1. April 2010 in dem Haushalt?
2. Halten sich am 1. April zusätzliche Personen in dem Haushalt auf, die nicht in Frage 1 genannt wurden?
3. Lebt der Haushalt zur Miete, zu Eigentum ohne oder mit Grundschuld?
4. Was ist die Telefonnummer des Haushalts?

Die folgenden Fragen mussten für jede im Haushalt lebende Person beantwortet werden:
1. Name
2. Geschlecht
3. Alter und Geburtsdatum
4. Ist die Person Hispanic oder Latino?
5. Was ist die ethnische Zugehörigkeit (race) der Person?
6. Lebt die Person gelegentlich auch woanders?

## Kosten
Die Kosten betrugen 13 Milliarden US-Dollar, etwa 42 Dollar pro Kopf.

## Ergebnisse
Laut Volkszählung lebten am 1. April 2010 in den USA 308.745.538 Menschen, was einen Anstieg um 9,7 Prozent (oder 27.323.632) gegenüber dem United States Census 2000 bedeutet. Das größte Wachstum erlebte dabei der Bundesstaat Nevada mit 35,1 Prozent, Michigan verlor mit einem Rückgang von 0,6 Prozent als einziger Bundesstaat an Einwohnern.
Texas erlebte mit 4.293.741 zugezogenen Einwohnern den größten absoluten Zuwachs. In Kalifornien betrug der Zuwachs 3.382.308 Einwohner und somit bleibt es mit großem Vorsprung der bevölkerungsreichste Bundesstaat. Michigan hatte einen Rückgang von 54.804 Einwohnern zu verzeichnen. Wyoming bleibt trotz einem Zuwachs von 69.844 Einwohnern der Staat mit der geringsten Bevölkerung.
Der am dichtesten besiedelte Bundesstaat bleibt wie im Jahr 2000 New Jersey mit 462 Einwohnern pro Quadratkilometern Landfläche. Höher ist die Bevölkerungsdichte nur im Bundesdistrikt Washington, D.C. Der am dünnsten besiedelte Bundesstaat ist nach wie vor Alaska mit 0,46 Einwohnern pro Quadratkilometern Landfläche.

### Staaten nach Einwohnerzahl
Bundesstaaten der USA nach Einwohnerzahl im Jahr 2010.
| Rang | Bundesstaat          | Einwohnerzahl | Steigerung zu 2000 |
| ---- | -------------------- | ------------- | ------------------ |
| 1    | Kalifornien          | 37.253.956    | +10,0 %            |
| 2    | Texas                | 25.145.561    | +20,6 %            |
| 3    | New York             | 19.378.102    | +2,1 %             |
| 4    | Florida              | 18.801.310    | +17,6 %            |
| 5    | Illinois             | 12.830.632    | +3,3 %             |
| 6    | Pennsylvania         | 12.702.379    | +3,4 %             |
| 7    | Ohio                 | 11.536.504    | +1,6 %             |
| 8    | Michigan             | 9.883.640     | −1,6 %             |
| 9    | Georgia              | 9.687.653     | +18,3 %            |
| 10   | North Carolina       | 9.535.483     | +18,5 %            |
| 11   | New Jersey           | 8.791.894     | +4,5 %             |
| 12   | Virginia             | 8.001.024     | +13,0 %            |
| 13   | Washington           | 6.724.540     | +14,1 %            |
| 14   | Massachusetts        | 6.547.629     | +3,1 %             |
| 15   | Indiana              | 6.483.802     | +6,6 %             |
| 16   | Arizona              | 6.392.017     | +24,6 %            |
| 17   | Tennessee            | 6.346.105     | +11,5 %            |
| 18   | Missouri             | 5.988.927     | +7,0 %             |
| 19   | Maryland             | 5.773.552     | +9,0 %             |
| 20   | Wisconsin            | 5.686.986     | +6,0 %             |
| 21   | Minnesota            | 5.303.925     | +7,8 %             |
| 22   | Colorado             | 5.029.196     | +16,9 %            |
| 23   | Alabama              | 4.779.736     | +7,5 %             |
| 24   | South Carolina       | 4.625.364     | +15,3 %            |
| 25   | Louisiana            | 4.533.372     | +1,4 %             |
| 26   | Kentucky             | 4.339.367     | +7,4 %             |
| 27   | Oregon               | 3.831.074     | +12,9 %            |
| 28   | Oklahoma             | 3.751.351     | +8,7 %             |
| 29   | Connecticut          | 3.574.097     | +4,9 %             |
| 30   | Iowa                 | 3.046.355     | +4,1 %             |
| 31   | Mississippi          | 2.967.297     | +4,3 %             |
| 32   | Arkansas             | 2.915.918     | +9,1 %             |
| 33   | Kansas               | 2.853.118     | +6,1 %             |
| 34   | Utah                 | 2.763.885     | +23,8 %            |
| 35   | Nevada               | 2.700.551     | +35,1 %            |
| 36   | New Mexico           | 2.059.179     | +13,2 %            |
| 37   | West Virginia        | 1.852.994     | +2,5 %             |
| 38   | Nebraska             | 1.826.341     | +6,7 %             |
| 39   | Idaho                | 1.567.582     | +21,1 %            |
| 40   | Hawaii               | 1.360.301     | +12,3 %            |
| 41   | Maine                | 1.328.361     | +4,2 %             |
| 42   | New Hampshire        | 1.316.470     | +6,5 %             |
| 43   | Rhode Island         | 1.052.567     | +0,4 %             |
| 44   | Montana              | 989.415       | +9,7 %             |
| 45   | Delaware             | 897.934       | +14,6 %            |
| 46   | South Dakota         | 814.180       | +7,9 %             |
| 47   | Alaska               | 710.231       | +13,3 %            |
| 48   | North Dakota         | 672.591       | +4,7 %             |
| 49   | Vermont              | 625.741       | +2,8 %             |
| ...  | District of Columbia | 601.723       | +5,2 %             |
| 50   | Wyoming              | 563.626       | +14,1 %            |
|      | Vereinigte Staaten   | 308.745.538   | +9,7 %             |

### Bevölkerungsreichste Städte
Die 50 bevölkerungsreichsten Städte der USA nach Einwohnerzahl im Jahr 2010.
| Rang | Stadt            | Bundesstaat          | Einwohnerzahl |
| ---- | ---------------- | -------------------- | ------------- |
| 1    | New York City    | New York             | 8.175.133     |
| 2    | Los Angeles      | Kalifornien          | 3.792.621     |
| 3    | Chicago          | Illinois             | 2.695.598     |
| 4    | Houston          | Texas                | 2.099.451     |
| 5    | Philadelphia     | Pennsylvania         | 1.526.006     |
| 6    | Phoenix          | Arizona              | 1.445.632     |
| 7    | San Antonio      | Texas                | 1.327.407     |
| 8    | San Diego        | Kalifornien          | 1.307.402     |
| 9    | Dallas           | Texas                | 1.197.816     |
| 10   | San José         | Kalifornien          | 945.942       |
| 11   | Jacksonville     | Florida              | 821.784       |
| 12   | Indianapolis     | Indiana              | 820.445       |
| 13   | San Francisco    | Kalifornien          | 805.235       |
| 14   | Austin           | Texas                | 790.390       |
| 15   | Columbus         | Ohio                 | 787.033       |
| 16   | Fort Worth       | Texas                | 741.206       |
| 17   | Louisville       | Kentucky             | 741.096       |
| 18   | Charlotte        | North Carolina       | 731.424       |
| 19   | Detroit          | Michigan             | 713.777       |
| 20   | El Paso          | Texas                | 649.121       |
| 21   | Memphis          | Tennessee            | 646.889       |
| 22   | Baltimore        | Maryland             | 620.961       |
| 23   | Boston           | Massachusetts        | 617.594       |
| 24   | Seattle          | Washington           | 608.660       |
| 25   | Washington       | District of Columbia | 601.723       |
| 26   | Nashville        | Tennessee            | 601.222       |
| 27   | Denver           | Colorado             | 600.158       |
| 28   | Milwaukee        | Wisconsin            | 594.833       |
| 29   | Portland         | Oregon               | 583.776       |
| 30   | Las Vegas        | Nevada               | 583.756       |
| 31   | Oklahoma City    | Oklahoma             | 579.999       |
| 32   | Albuquerque      | New Mexico           | 545.852       |
| 33   | Tucson           | Arizona              | 520.116       |
| 34   | Fresno           | Kalifornien          | 494.665       |
| 35   | Sacramento       | Kalifornien          | 466.488       |
| 36   | Long Beach       | Kalifornien          | 462.257       |
| 37   | Kansas City      | Missouri             | 459.787       |
| 38   | Mesa             | Arizona              | 439.041       |
| 39   | Virginia Beach   | Virginia             | 437.994       |
| 40   | Atlanta          | Georgia              | 420.003       |
| 41   | Colorado Springs | Colorado             | 416.427       |
| 42   | Omaha            | Nebraska             | 408.958       |
| 43   | Raleigh          | North Carolina       | 403.892       |
| 44   | Miami            | Florida              | 399.457       |
| 45   | Cleveland        | Ohio                 | 396.815       |
| 46   | Tulsa            | Oklahoma             | 391.906       |
| 47   | Oakland          | Kalifornien          | 390.724       |
| 48   | Minneapolis      | Minnesota            | 382.578       |
| 49   | Wichita          | Kansas               | 382.368       |
| 50   | Arlington        | Texas                | 365.438       |

## Bedeutung des Census

Verteilung der Wahlmänner nach Bundesstaaten

Die Volkszählung wird für die Sitzverteilung im Repräsentantenhaus und im Wahlmännerkollegium von 2012 bis 2020 relevant sein. Starken Zuwachs erlebte insbesondere Texas sowie weitere Staaten im Süden und Südwesten. Stimmen verloren haben vor allem die Bundesstaaten im Nordosten und dem Mittleren Westen.
Darüber hinaus werden pro Jahr etwa 400 Milliarden US-Dollar an Bundesmitteln auf Grundlage der Bevölkerungsdaten aus dem Census und dem American Community Survey an Staaten, Städte und Gemeinden verteilt.